# Psychoshop
Psychoshop este ultimul roman al scriitorului american Alfred Bester. Scris în genul  științifico-fantastic, Bester a decedat (în 1987) înainte să-l termine și a fost continuat de Roger Zelazny. A apărut în iulie 1998 la editura Vintage.

## Prezentare
Locul Întunecat al Schimbătorului de Suflete a început să facă afaceri la Roma cu șase secole înainte de Hristos. Probabil că va fi acolo și în ultima zi a universului. Acesta este Psychoshop-ul, unde poți să depozitezi orice aspect nedorit al spiritului tău atâta timp cât îl schimbi pentru altceva - cunoștințe esoterice, schimbare de noroc sau un al șaselea simț. „Mărfurile” vândute nu mai pot fi returnate. Psychoshop este o unitate comercială care atrage clienți de la Edgar Allan Poe până la un vrăjitor care intenționează să creeze Fiara Apocalipsei.  